# Melomania

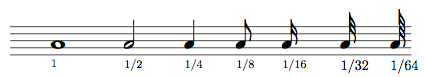
Notas Musicais

Melomania é o termo usado para descrever uma paixão exagerada pela música, por vezes atingindo foros de mania. Apesar deste significado, o termo é frequentemente usado de forma elogiosa para descrever um grande apego à música, sendo o sentido pejorativo também possível de acordo com o contexto. Em suma, melómano/melômano é considerado como sendo um indivíduo amante e conhecedor de música, intérpretes e estilos musicais, podendo chegar à obsessão.